# جزیره موتی
جزیره موتی (به لاتین: Moti Island) یک منطقه و آتشفشان چینه‌ای در اندونزی است که در ترنات (شهر) واقع شده‌است. جزیره موتی ۹۵۰ متر بالاتر از سطح دریا واقع شده‌است.